# Chevrolet Corvette
Chevrolet Corvette er en sportsvogn produceret af Chevrolet siden 1953. I dag fremstilles den på en General Motors-samlefabrik i Bowling Green, Kentucky. Tidligere er den også blevet fremstillet i Flint, Michigan og St. Louis, Missouri. Bilen er den første rent amerikanske sportsvogn. I Bowling Green ligger også et Corvette-museum.
Corvettemodellerne betegnes i dag C1, C2, osv. op til den nuværende model C6. Der findes dog specielle typer af Corvetterne, Bl.a. Zr1, som faktisk er lavet to gange. Den første Zr1 er fra 1990'erne. Den nye Zr1 er bare et af de skud på stammen af Corvette modeller produceret med udgangspunkt i C6'eren. Desuden kan her nævnes Z06 og Z06 Carbon Edition. Zr1 (2009) rummer ind til videre den mest kraftfulde Corvette motor. Den nye Zr1, indeholder også en del udvikling i forhold til både C6 og Z06, taget fra Corvette Racing, bl.a. udvikling af bremserer og større hækvinge osv.
Corvette C7 forventes at være i produktion og dermed også salg fra 2012. og bliver muligvis leveret med en small-block V8.
Corvette producerer også racerbiler, hvilket kendes på betegnelsen .R efter navnet på den pågældende Corvette for eksempel Corvette C6.R og Corvette C5.R.
Desuden kan det nævnes, at den danske racerkører Jan Magnussen, tidligere kørte for Corvette Racing med stor succes.

## C1
C1 blev produceret i årene fra 1953 til 1962 og er dermed den første af Chevrolet Corvette-modellerne.

## C2
C2 blev produceret i årene fra 1963 til 1967. Desuden kan nævnes omkring C2'eren, at den har 2-delt bagrude, og er derfor nem at kende. Der er også lavet Corvette C2 Stingray.

## C3
C3 blev produceret i årene fra 1968 til 1982. C3'eren er den første af Corvetterne, med den karakteristiske flade bagende, dog er den ikke nær så stor som den er i dag. Desuden går de også under navnet Stingray.

## C4
C4 blev produceret i årene fra 1984 til 1992

## C5
C5 blev produceret i årene fra 1997 til 2004

## C6
C6 blev introduceret i 2005 og blev produceret til 2013. Denne model kan kendes på, at det er den første Corvette siden 1963, som ikke har vippelygter (altså at forlygterne gemmes væk, ved at kører dem ned i et hulrum). Desuden har denne Corvette en større karakteristisk flad bagende. Noget andet man kan kende en Corvette på er, at den kører med en stor brølende V8 motor.

## C7
C7 blev introduceret 13. januar 2013, og er produceret frem til 2019.

## C8
C8 blev introduceret 18. juli 2019 og er den aktuelle model - Der bliver fra modelåret 2024 introduceret en hybrid udgave kaldet C8 E-Ray.
Den samlede effekt på denne hybrid model bliver samlet 655 hk (488 kW), produceret af en 6,2L LT2 V8 med træk på baghjulene og med en elektrisk motor der trækker på forhjulene. 
- Wikimedia Commons har flere filer relateret til Chevrolet Corvette

| Stub | Spire Denne bilrelaterede artikel er en spire som bør udbygges. Du er velkommen til at hjælpe Wikipedia ved at udvide den. |